# Nigrolentilocus
Nigrolentilocus is een geslacht van schimmels behorend tot de familie Melanommataceae. De typesoort is Nigrolentilocus africanus.

## Soorten
Volgens Index Fungorum telt het geslacht vijf soorten (peildatum oktober 2023):
| Soortnaam                        | Auteur(s)                                    | Publicatiejaar |
| -------------------------------- | -------------------------------------------- | -------------- |
| Nigrolentilocus africanus        | (B. Sutton) R.F. Castañeda & Heredia         | 2001           |
| Nigrolentilocus amazonicus       | J.S. Monteiro, Gusmão & R.F. Castañeda       | 2014           |
| Nigrolentilocus novae-zealandiae | (S. Hughes) R.F. Castañeda & Heredia         | 2001           |
| Nigrolentilocus saprophyticus    | L. Qiu, Jian Ma, R.F. Castañeda & X.G. Zhang | 2021           |
| Nigrolentilocus variabilis       | (S. Hughes) R.F. Castañeda & Heredia         | 2001           |